# Nassirou Bako-Arifari

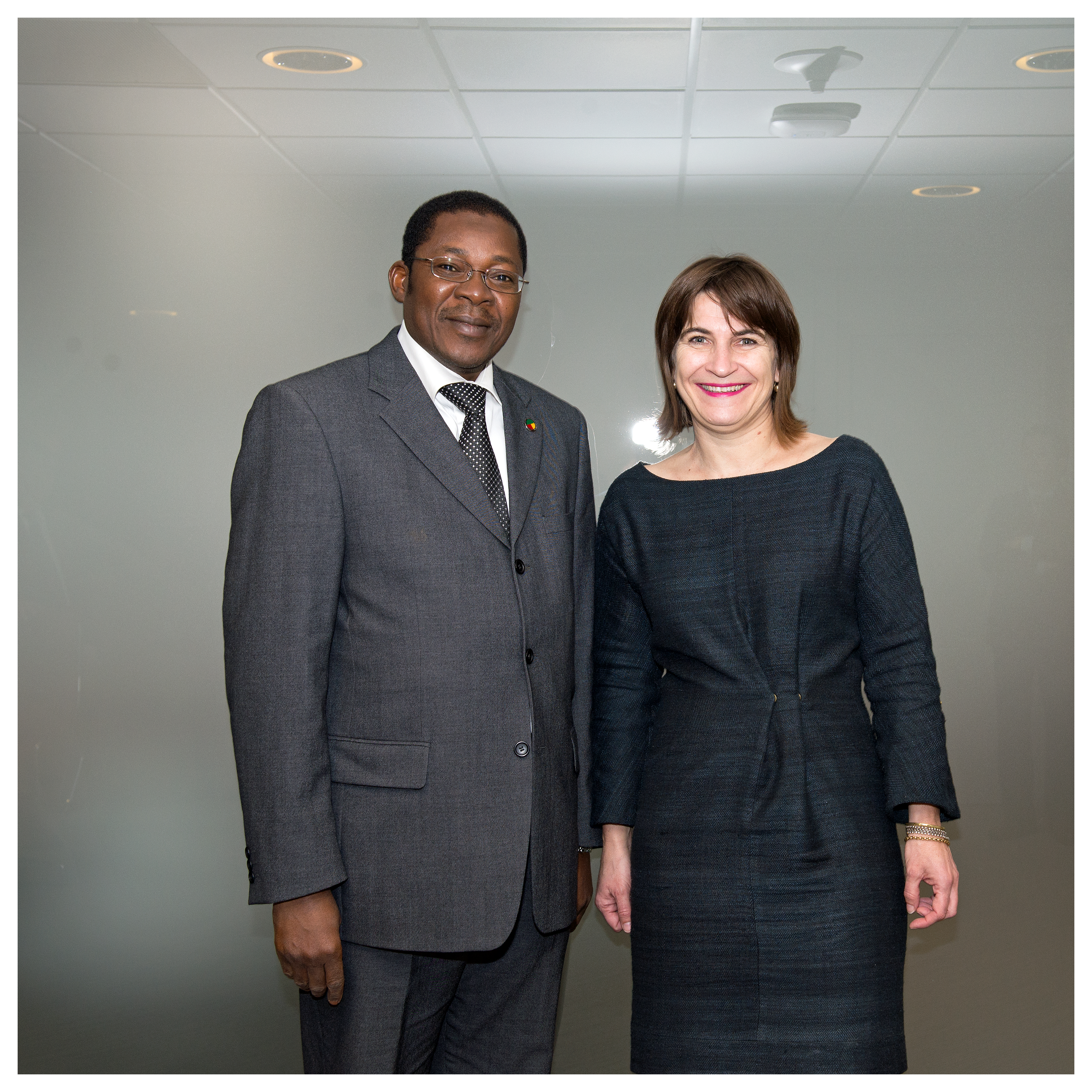
Nassirou Bako-Arifari 2014 mit Lilianne Ploumen

Nassirou Bako-Arifari (* 30. Oktober 1962 in Karimama) ist ein beninischer Hochschullehrer und Politiker.

## Leben
Bako-Arifari, der im Oktober 1962 im Norden Benins in Karimama geboren wurde, schloss in Kandi die Schule mit dem Abitur ab, absolvierte seinen Militärdienst und studierte ab 1984 an der Université Nationale du Bénin Geschichte und Archäologie. Während des Studiums betätigt er sich studentenpolitisch. 1987 wird er erstmals zum Vorsitzenden des Bureau Exécutif National de la Coopérative Universitaire des Etudiants (deutsch Nationaler Exekutivausschuss der Studentenkooperative) gewählt und 1988 wiedergewählt. Er erhielt ein DAAD-Stipendium, fing eine Promotion in Soziologie und Anthropologie an und war im Rahmen seiner akademischen Ausbildung auch in Deutschland an der Universität Hohenheim sowie in Frankreich an der École des hautes études en sciences sociales. Seine Dissertation verteidigte er 1999 in Marseille. Danach blieb er als wissenschaftlicher Mitarbeiter im universitären Umfeld, um dann Professor zu werden.
Im politischen Kontext ist er Mitgründer der Force Espoir und bei den Parlamentswahlen 2007, 2011 und 2015 zog er jeweils in die Nationalversammlung ein. Unter Präsident Boni Yayi diente er von 2011 bis 2015 zudem als Außenminister Benins. Bei der Präsidentschaftswahl in Benin 2016, die letztlich Patrice Talon in der Stichwahl für sich entschied, belegte er in der ersten Runde nach absolut erhaltenen Stimmen den zehnten Platz.
Mit Stand um 2013/2014 war er verheiratet und Vater von fünf Kindern.